# مصطفى الأسمر
مصطفى الأسمر قاص وروائي مصري ولد في 25 يونيو 1935 وتوفي في 11 أكتوبر 2012.

## حياته
وُلد في مدينة دمياط وبها ارتبطت حياته ومسيرته الإبداعية أقصى شمال دلتا مصر وتوفي فيها عن سبعة وسبعين عاما.

## كتاباته
كتب مصطفى الأسمر في مجالات القصة القصيرة، الرواية، المسرحية، النقد، كما أعدَّ أعمالا متنوعة عن سيرة حياة عمه الشاعر الراحل محمد الأسمر الملقب بشاعر الأزهر.
نُشرت أعماله بالعديد من الصحف والمجلات المصرية والعربية مثل الأدب ـ الآداب ـ الهدف ـ آخر ساعة ـ جريدة الأهرام ـ جريدة الجمهورية المصرية ـ جريدة أخبار الأدب ـ المساء ـ الشراع ـ الثقافة الجديدة ـ إبداع... إلخ، كما نُشرت بعضها إلكترونيا بمواقع متنوعة على شبكة الإنترنت.

## نشاطاته
أحد مؤسسي جماعة ثم جمعية الرواد الأدبية بدمياط. وعضو اتحاد كتاب مصر، وعضو نادي القصة، عضو رابطة الأدب الحديث، عضو دار الأدباء.

## جوائز
1. شهادة تقدير - مسابقة إحسان عبد القدوس عن قصة «اختيار» عام 1990
2. شهادة تقدير - مسابقة إحسان عبد القدوس عن رواية «جديد الجديد في حكاية زيد عبيد» عام 1990
3. شهادة تقدير – هيئة قصور الثقافة – مجال المسرحية الطويلة عام 1991
4. المركز الأول مسابقة محمود تيمور (مجموعة انفلات) عام 91/1992
5. المركز الأول مسابقة محمود تيمور (مجموعة غوص مدينة) عام 1995
6. المركز الثاني مجلة الشراع (قصة الأشياء المريبة) عام 1985
7. المركز الثالث هيئة الإذاعة البريطانية (قصة روتينيات) عام 1969
8. المركز الثامن نادي القصة (قصة في اللحظات الحالكة) عام 1965
9. درع التفوق (مؤتمر أدباء مصر عام 1990 ـ أسوان) مجال القصة
10. حلقات برنامج (كتابات جديدة) / 8 حلقات برنامج (مع النقاد) البرنامج الثقافي
11. عالم مصطفى الأسمر القصصي حلقة من (الأمسية الثقافية) يونيو 1997 القناة الثانية ـ التليفزيون المصري
12. مؤتمر القاهرة الدولي للإبداع الروائي عام 1998 / المجلس الأعلى للثقافة (شهادة)
13. ندوة بالمجلس الأعلى للثقافة لمناقشة الجزء الأول من رواية «المشوار العظيم» سبتمبر 2010

## إصدارات
في مجال القصة القصيرة
1.	المألوف والمحاولة، إصدارات الرواد، فبراير 1984
2.	لقاء السلطان، رابطة الأدب الحديث، أغسطس 1984
3.	الصعود إلى القصر، هيئة الكتاب، ديسمبر 1987
4.	انفلات، هيئة قصور الثقافة، فبراير 1991 (جائزة محمود تيمور المجلس الأعلى للثقافة)
5.	غوص مدينة، هيئة الكتاب، نوفمبر 1995 (جائزة محمود تيمور المجلس الأعلى للثقافة)
6.	الحظ، إقليم شرق الدلتا الثقافي، مايو 1996
7.	ابتسموا للحكومة، بمساهمة اتحاد الكتاب، يونيو 1996
8.	حيوانات، هيئة الكتاب، يونيو 2000
9.	هذه الأقوال.. لكم، المجلس الأعلى للثقافة، ديسمبر 2001
10.	هنا، نادي القصة، الكتاب الفضي، 2007
11.	رحلة «س» هيئة الكتاب، 2008
في مجال الرواية
1.	جديد الجديد في حكاية زيد وعبيد، هيئة الكتاب، 1993
2.	الغالب والمغلوب، هيئة قصور الثقافة، فبراير 1998
3.	جديد الجديد في حكاية زيد وعبيد، (طبعة ثانية) مكتبة الأسرة، 2004
4.	المشوار العظيم (الجزء الأول)، المجلس الأعلى للثقافة، سلسلة إبداعات التفرغ، 2009
5.	الرعية تبتسم.. والحكومة تشاطرها الأحزان، هيئة الكتاب، 2010
6.	متتابعة الموت والحياة، هيئة قصور الثقافة، 2011
7. المشوار العظيم (الجزء الثاني)، المجلس الأعلى للثقافة، سلسلة إبداعات التفرغ، 2017
8. المشوار العظيم (الجزء الثالث)، المجلس الأعلى للثقافة، سلسلة إبداعات التفرغ، 2017
9. المشوار العظيم (الجزء الرابع)، المجلس الأعلى للثقافة، سلسلة إبداعات التفرغ، 2017
في مجال المسرح
1.	لقاء السلطان، الهيئة العامة لقصور الثقافة، يونيو 2003
2.	إظلام في الظهيرة (مسرحية بالعامية المصرية)، انفلات (مسرحية بالفصحى)، اتحاد الكتاب، 2003
في مجال الدراسات
1.	الشاعر محمد الأسمر، سلسلة أعلام دمياط، يونيو 1982
2.	دمياط الشاعرة، مديرية ثقافة دمياط، 1987 مع آخرين
3.	رحلة شاعر، هيئة قصور الثقافة، مارس 1997
تحت الطبع
•الرحيل والأحلام/ وجوه إنسانية/ حروف وأرقام/ الموظفون/ المأوى/طقوس الموت/ الحصان (مجموعات قصصية)
• انصهار (مسرحية)
• انفلات / البحث عن ملامح (تمثيلية إذاعية)
• رحلة شاعر (مسلسل إذاعي)
الرواية
1.	رعية وحكومة.. وحكايات
2.	الزلزال وتوابعه
3.	هذا ما حدث
4.	أحلام شيطانية
5.	هروب معالم وجه

## وصلات خارجية
- مصطفى الأسمر يتذكر - يوتيوب على يوتيوب.
- مصطفى الأسمر.. وتعدد مجالات الرؤية في رواية متتابعة الموت والحياة.
- وفاة الأديب مصطفى الأسمر - بوابة الأهرام.
- فؤاد قنديل يكتب: مصطفى الأسمر.. يشاطرنا الأحزان.
- الشاعر المصري عماد قطري يكرم صاحب 'الحصان' مصطفى الأسمر.
- في ذكرى ميلاده.. «بوابة الأهرام» تنشر نصوصًا جديدة للراحل مصطفى الأسمر بعنوان «حكايات عن القطط».